# ブエウ
ブエウ（Bueu）は、スペイン、ガリシア州、ポンテベドラ県の自治体、コマルカ・ド・モラソに属する。ガリシア統計局によると2011年の人口は12,438人（2009年：12,331人、2004年12,483人）、面積は30.8km²で、人口密度は400.9人/km²である。住民呼称は、男女同形のbuenense、伝統的な形式であるbueueiro/-aも使われる。
ガリシア語話者の自治体住民に占める割合は96.88%（2001年）。

## 地理
ブエウはポンテベドラ県の西部に位置し、コマルカ・ド・モラソに属する。北はリア･デ･ポンテベドラに、西はリア・デ・アルダンに面し、東がマリンと、南東がモアーニャ、南がカンガスの各自治体と接している。また、リア･デ･ポンテベドラの入口にある海域にはオンス島とオンサ島よりなる、オンス諸島があり、自然保護区域としてガリシア大西洋諸島国立公園に指定されている。
ブエウはマリン司法管轄区に属す。

### 人口
住民は6の教区の54の地区（集落）に居住する。
| ブエウの人口推移 1900－2010                             |
|                                                         |
| 出典:INE（スペイン国立統計局）1900年 - 1991年、1996年 - |

## 政治
自治体首長はガリシア民族主義ブロック（BNG）のフェリックス・フンカル・ノバス（Félix Juncal Novas）、自治体評議員はガリシア民族主義ブロック：9、ガリシア国民党（PPdeG）：6、ガリシア社会党（PSdeG-PSOE）：2となっている（2007年自治体選挙結果）。

## 教区
ブエウは6の教区に分けられる。
- ベルーソ（サンタ・マリーア）
- ブエウ（サン・マルティーニョ）
- ブエウ（サン・マルティーニョ・デ・フォラ）
- セラ（サンタ・マリーア）
- エルメーロ（サンティアーゴ）
- ア・イジャ・デ・オンス（サン・ショアキン）